# Marcel Gobillot
Marcel René Gasperd Gobillot (Parijs, 3 januari 1900 – Montreuil, 12 januari 1981) was een Frans wielrenner.

## Carrière
Gobillot won tijdens de Olympische Zomerspelen 1920 de gouden medaille in de wegwedstrijd voor ploegen, individueel werd hij veertiende.
In totaal nam hij twee keer deel aan de Ronde van Frankrijk, in de jaren 1924 en 1926. Bij beide deelnames stapte hij vroegtijdig af.

## Resultaten in voornaamste wedstrijden
| Jaar | Ronde van Italië | Ronde van Frankrijk | Ronde van Spanje |
| ---- | ---------------- | ------------------- | ---------------- |
| 1923 |                  |                     |                  |
| 1924 |                  | opgave              |                  |
| 1925 |                  |                     |                  |
| 1926 |                  | opgave              |                  |
| 1927 |                  |                     |                  |
| 1928 |                  |                     |                  |
| 1929 |                  |                     |                  |
| 1930 |                  |                     |                  |
| 1931 |                  |                     |                  |

| Jaar | Parijs-Roubaix |
| ---- | -------------- |
| 1923 | 52e            |
| 1924 | 7e             |
| 1925 | 7e             |
| 1926 | 11e            |
| 1927 | 44e            |
| 1928 |                |
| 1929 |                |
| 1930 | 6e             |
| 1931 | 48e            |

1912: Friborg, Malm, Persson, Lönn ·
1920: Souchard, Canteloube, Detreille, Gobillot ·
1924: Blanchonnet, Hamel, Wambst ·
1928: Hansen, Nielsen, Jørgensen ·
1932: Pavesi, Segato, Olmo ·
1936: Charpentier, Lapébie, Dorgebray ·
1948: Wouters, De Lathouwer, Van Roosbroeck ·
1952: Noyelle, Grondelaers, Victor ·
1956: Geyre, Moucheraud, Vermeulin
- Bibliothèque nationale de France: cb166446176 (data)
- International Standard Name Identifier: 0000 0004 5098 8301
- Virtual International Authority File: 316737937